# Álvaro Sagrado
Sagrado  Pérez est un nom espagnol. Le premier nom de famille, en général paternel, est Sagrado ; le second, en général maternel, souvent omis, est Pérez.
Álvaro Sagrado Pérez, né le 28 novembre 2000 à Palma, est un coureur cycliste espagnol.

## Biographie
Álvaro Sagrado est originaire de Palma de Majorque, sur l'île de Majorque. Jusqu'à ses treize ans, il joue au football. Il passe ensuite au triathlon, où il découvre son attrait pour le cyclisme. Après un certain temps d'attente, il opte pour cette dernière discipline en 2020. Sa première saison est néanmoins perturbée par la pandémie de Covid-19. L'année suivante, il intègre le club Netllar Telecom-Alé, basé dans la Communauté valencienne,. Décrit comme un bon grimpeur, il se classe septième d'une édition du Tour du Panama. Il obtient également deux victoires et diverses accessits dans des courses espagnoles en 2023. 
En 2024, il remporte le Tour de Ségovie ainsi qu'une étape du Tour de Valence. Il décroche par ailleurs de nombreuses places d'honneur, notamment dans des manches de la Coupe d'Espagne amateurs. Grâce à ses bonnes performances, il signe un premier contrat professionnel d'un an avec l'équipe continentale Illes Balears-Arabay, qu'il doit rejoindre en 2025. 

## Palmarès
- 2023
  - Vuelta a los Pinares
  - Trofeu Abelardo Trenzano
  - 3e du Tour de Zamora
- 2024
  - Tour de Ségovie
  - 2e étape du Tour de Valence
  - 2e de la Subida a Gorla
  - 2e de la Clàssica La Tinença
  - 3e du Tour de Guadalentín
  - 3e du Trofeo San Isidro
  - 3e de la Santikutz Klasika
  - 3e du Memorial Valenciaga
  - 3e du Tour d'Ávila
  - 3e du Tour de Carcabuey